# Chris Taylor (zapaśnik)

Zawodnik Iowa State Cyclones

Christopher J. „Chris” Taylor (ur. 13 czerwca 1950 w Dowagiac, zm. 30 czerwca 1979 w Story City) – amerykański zapaśnik walczący w obu stylach. Brązowy medalista olimpijski z Monachium 1972 w kategorii 100 kg w stylu wolnym i odpadł w eliminacjach w stylu klasycznym.
Zajął czwarte miejsce na mistrzostwach świata w 1970 roku.
Zawodnik Dowagiac Union High School i Iowa State University. Dwa razy All-American w NCAA Division I (1972, 1973). Pierwszy w 1972 i 1973 roku.